# Starije kameno doba
Starije kameno doba ili paleolitik  je razdoblje u kojem se pojavljuje čovjek i nastaju najstarije kulture, otprije 2 500 000 pr. Kr. do 10 000 pr. Kr. te obuhvaća čitav pleistocen, koji je obilježen izmjenama ledenih razdoblja (oledbe, glacijali) s razdobljima zatopljenja (interglacijali, termali). Način života, kao i u mezolitiku koji se nastavlja na nj, obilježava lov i skupljanje plodova. 

## Podjela paleolitika
1. donji paleolitik: oko 2 500 000 god. pr. Kr. - oko 250/200 000 god. pr. Kr.
2. srednji paleolitik: oko 250/200 000 god. pr. Kr. - oko 40 000 god. pr. Kr.
3. gornji paleolitik: oko 40 000 god. pr. Kr. - oko 10 000 god. pr. Kr.
Donji se paleolitik još naziva stariji, a gornji mlađi. Neki autori govore i o kasnom paleolitiku (10 000 - 8000 god. pr. Kr.). 
Katkad se kulture donjega i srednjega paleolitika zajednički nazivaju protolitik, a one gornjega paleolitika i mezolitika, miolitik.
U Europi se paleolitik podudara s geološkim razdobljem pleistocena (počinje prije 2,5 milijuna god.), dok u Africi započinje već u pliocenu; prije 4 milijuna god. Završio je sa zadnjim ledenim dobom 10 000 god. pr. Kr.

## Paleolitik na prostoru Europe
Donji ili stariji paleolitik (od 2 500 000 pr. Kr. do 200 000 ili 100 000 pr. Kr.) razdoblje je u kojem se javljaju hominidi (Homo habilis, Australopitecus, Homo erectus, javanski čovjek, pekinški čovjek, heidelberški čovjek itd.). Prvi hominidi živjeli su u srednjoj i istočnoj Africi, a odatle zbog klimatskih promjena prelaze u Europu i Aziju. U načinu obrade kamena u tom se razdoblju razlikuje nekoliko faza nazvanih po nalazištima: abvilijenska ili šelejenska, šalosijenska, klaktonijenska te ašelejenska kultura. Najstarije poznato oruđe je oblutak koji je po strani ili na vrhu razbijen udarcem te grubo naoštren, a čiji su primjerci nađeni na prostoru juž. Europe, Afrike i Azije (od Bliskog istoka preko Indije i Kine do jugoistočne Azije). Česti su nalazi ručnoga klina te kamenih okresina, koje su služile kao šila, strugala, glačala i noževi. To je razdoblje u kojem je čovjek započeo upotrebljavati vatru. Neki nalazi upućuju i na prisutnost kanibalizma povezanog s kultom lubanje. 
Srednji paleolitik (od oko 200 000 ili 100 000 pr. Kr. do 40 000 pr. Kr.) razdoblje je u kojem žive neandertalci (Homo sapiens neanderthalensis). Unutar sr. paleolitika moguće je razlikovati nekoliko načina obrade kamena i razvojnih faza, npr. tajasijensku, levaloazijensku, mikokijensku i musterijensku kulturu. Ostvaren je znatan napredak u tehnologiji obrade kamena, čime je postignuta velika raznolikost oblika te kvaliteta izrade. U upotrebi je bilo i koštano oruđe i oružje. Najčešći predmeti su noževi, šila i strugala, koja su se vjerojatno koristila za obradu drva. Pronađeni su i ostaci crne i crvene boje, koja se mogla koristiti za bojenje tijela i predmeta. Postojao je i običaj sahranjivanja mrtvaca, a u grobovima je nađeno i cvijeće. I dalje je bio prisutan kult lubanje i kanibalizam. 
Gornji ili mlađi paleolitik (od oko 40 000 pr. Kr. do 10 000 pr. Kr.), katkad nazivan i leptolitik, razdoblje je u kojem se javlja Homo sapiens sapiens. To je razdoblje visoko razvijene lovačke kulture. Tehnologija obrade kamena i kosti dalje se razvija, a bolje oružje osigurava lakši ulov i osiguranje sredstava potrebnih za život. Unutar njega mogu se razlikovati razvojne faze (kulture): orinasijenska, solitrejenska, magdalenijenska i gravetijenska. U orinasijenskoj kulturi javlja se igla bez ušice, u solitrejenskoj igle s ušicom od bjelokosti, luk i strijela, a u magdalenijenskoj osti, bacači, fini kremeni šiljci i rezaljke za obradu drvenog i koštanog oruđa. Nakit izrađivan od životinjskih zuba, kosti, kamena, bjelokosti, školjaka, a sačuvane su i kamene svjetiljke. Tom razdoblju pripadaju i najstarija pronađena umjetnička djela, tzv. špiljsko slikarstvo, kipovi izrađeni od kamena ili kosti, rezbarije na kostima. Nađeni su prikazi pojedinih ljudskih i životinjskih likova, scene iz dnevnog života, lova, rata, prikazi ceremonija, a pristup autora varira od naturalističkog do shematskog. Drži se da su ta djela nastala iz magijsko-religioznih razloga. Najznačajnija nalazišta špiljskog slikarstva nalaze se u jugozap. Francuskoj (Lascaux, Combarelles, Font-de-Gaume), u području Pireneja (Trois-Frères, Tuc-d’Audoubert, Niaux) i Kantabrijskoga gorja (Altamira), te u istočnoj Španjolskoj. U skulpturi, uz prikaze različitih životinja (nalazišta Isturitz, Périgord, Les Eyzies, Vogelherd, Pekárna itd.), česte su i ženske figure, većinom s vrlo naglašenom steatopigijom, nazivane i orinasijenskim Venerama (nalazišta Lespugue, Brassempouy, Grimaldi, Savignano, Willendorf, Brno, Gagarino, Kostjenki itd.). Smatra se da su povezane s kultom plodnosti. 

## Nalazišta u Hrvatskoj
Na području Hrvatske postoje mnogobrojna paleolitička nalazišta. Najstariji nalaz predstavlja jednostavni udarač (chopper tool) od okresanog potočnog oblutka s nalazišta Šandalja I. kraj Pule. Kameni ručni klinovi iz razdoblja starijeg paleolitika pronađeni su u Ponikvama kraj Ivanca, Golubovcu i Donjem Pazarištu u Lici. Najpoznatije nalazište u Hrvatskoj je Hušnjakovo brdo kraj Krapine gdje su nađeni ostaci neandertalaca ("krapinski pračovjek") uz artefakte iz srednjeg paleolitika. Ostaci neandertalaca nađeni su do sada još i u špilji Vindiji kraj Ivanca, koji su približno 100.000 godina mlađi od krapinskih, i jedni su od najmlađih europskih neandertalaca. U Hrvatskoj zasad nema tragova paleolitičke umjetnosti, ali postoje drugi nalazi iz razdoblja mlađega paleolitika. Tako su pronađena kamena i koštana oruđa i oružja iz toga razdoblja u Romualdovoj pećini kraj Rovinja, Vergotinovoj pećini kraj Poreča, Pupićinoj peći, Vindiji, Velikoj pećini, na lokalitetu Šandalja II., Mujinoj pećini kod Trogira, Cresu, Lošinju, Krku, Rabu, Dugom otoku itd. Paleolitički nalazi nađeni su i u pećini Bukovac u Gorskom kotaru, Cerovačkim pećinama u Lici i kanjonu Čikole.

## Unutarnje poveznice
- Evolucija čovjeka
- Paleolitička umjetnost
- Tehnologija starijeg kamenog doba
- Hrvatski povijesni prostor u starijem kamenom dobu

## Vanjske poveznice
- Hrvatska enciklopedija (LZMK): Starije kameno doba